# ماساكو باندو
ماساكو باندو (باليابانية: 坂東眞砂子)‏ (30 مارس 1958 - 27 يناير 2014 ) روائية من اليابان.